# Israel Ibn al-Naqawa
Israel Ibn al-Naqawa († 1391) aus Toledo war ein jüdischer Gelehrter des 14. Jahrhunderts. Er wählte in der Verfolgung von 1391 den Freitod.
Von ihm stammt die unbekanntere Fassung der Schrift Menorat ha-Maor („Leuchter des Lichts“), eine Darstellung der jüdischen Ethik in 20 Kapiteln, die in zwei – in ihrem Verhältnis zueinander ungeklärten – Fassungen überliefert ist.
Viel verbreiteter wurde die gleichnamige Schrift des Isaak Aboab, die ein richtiges Volksbuch wurde: Nach dem siebenarmigen Leuchter im Tempel in sieben „Kerzen“ gegliedert, enthält das Buch in sieben Teilen zuerst eine Darstellung schlechter Eigenschaften (Genusssucht, sündhafte Rede), dann eine positive Schilderung der Gebote, des Torastudiums, der Buße, Friedfertigkeit und Nächstenliebe sowie der Bescheidenheit. Wie das mittlere Licht der Menora die Sonne darstellt, ist hier das vierte Kapitel (über das Torastudium) das wichtigste, dem symmetrisch je drei andere zugeordnet sind.